# Aeroportul Oxnard
Aeroportul Oxnard (IATA: OXR, ICAO: KOXR, FAA LID: OXR) este un aeroport din California, Statele Unite ale Americii ce deservește zona Oxnard. Aeroportul a fost tranzitat în 2019 de 90 de pasageri. A fost numit după zona deservită.
Situat la o altitudine de 14 m, aeroportul dispune de 1 pistă.

## Infrastructură

### Piste
Aeroportul dispune de o singură pistă. Pista 07/25 are suprafața de asfalt și dimensiunile 5.953 picioare × 100 picioare. 